# Приготування бутербродів
«Приготування бутербродів» (англ. Making Sandwiches) — американський короткометражний фільм, написаний і знятий акторкою Сандрою Буллок.

## Акторський склад
| Актор            | Роль         |
| ---------------- | ------------ |
| Сандра Буллок    | Мельба Клаб  |
| Меттью МакКонахі | Бад Хогі     |
| Ерік Робертс     | Джулія       |
| Бет Ґрант        | місіс Хелман |

## Виробництво
Фільм був знятий у Вентурі, штат Каліфорнія у 1996 році і дебютував на кінофестивалі Sundance 1997 року. Згодом був показаний на кінофестивалі в Остіні в 1998 році.